# Everwijn Verschuyl
Everwijn Verschuyl (Amsterdam, 29 augustus 1871 - Hollandsche Rading, 25 oktober 1954) was een Nederlands architect. 

## Biografie
Verschuyl werd geboren als zoon van Pieter Jan Verschuyl en Johanna Elisabeth Levert. In zijn geboorteplaats doorliep hij de lagere school en de vijfjarige HBS. In 1890 werd hij als volontair aangesteld op het Amsterdamse architectenkantoor van J.F. Klinkhamer. In 1901 vestigde Verschuyl zich als particulier architect in Hilversum. Hij woonde aan de Burgemeester Schooklaan 42 en 11.
Hij trouwde op 10 mei 1901 in Naarden met Engelina Johanna Geertruida van Dommelen (1879-1955). Zij kregen vier zonen.

## Lijst van werken

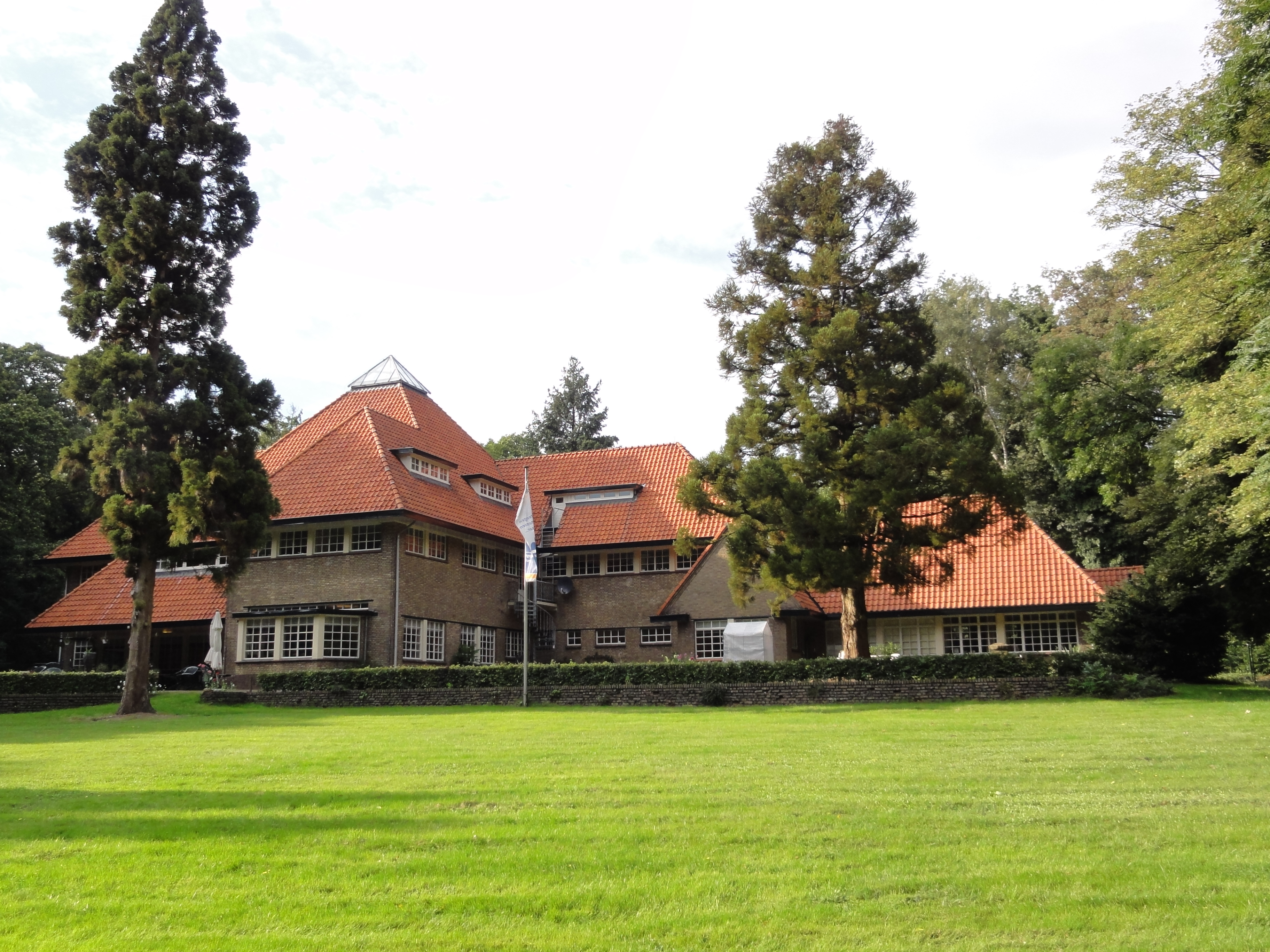
Rijksmonument 'Villandry'

- 1900-1900 Hilversum: Villa Eijckendonck, Nimrodpark Hoflaan 15 i.o.v. M.A. Vriesendorp Bouwen van houten villa
- 1902-1902 Hilversum: Villa, Hengellaan 2
- 1902-1902 Hilversum: Villa Theobroma Timmermanswoning, Witte Kruislaan 45
- 1902-1902 Hilversum: Tuinmanswoningen a/d Beethovenlaan 1 i.o.v. G. van Mesdag en Mozartlaan 9 Villa De Blauwe Vogel (behorende bij landgoed Quatre Bras)
- 1902-1902 Hilversum: Villa Bergshof i.o.v. heer E.W. Berg verbouwing villa
- 1905-1905 Hilversum: Villa Ardjoeno Borneolaan 13
- 1906-1906 Hilversum: Koetshuis, Van Yssumlaan 5-7 (behorende bij villa Henriëtte)
- 1906-1906 Hilversum: Beethovenlaan 6 Oprichten van villa "Sonnehoeck" met stalgebouw
- 1907-1907 Hilversum: Villa Sunbury, 's-Gravelandseweg 51
- 1908-1908 Hilversum: Landhuis Het Zonnehuis Bussumergrintweg 5 oprichten van een villa
- 1909-1909 Eindhoven: Villa's, Uiverlaan 17-25
- 1910-1910 Hilversum: Villa Sonneheerdt, Hertog Hendriklaan 8
- 1910-1911 Bloemendaal: Landhuis Hoog Hartenlust, Potgieterlaan 8, in 1925 afgebrand
- 1911-1911 Hilversum: Bergweg 14 oprichten van een serre en een uitbouw aan het perceel
- 1911-1911 Eindhoven: Villa's, Parklaan 58 en 60
- 1912-1912 Hilversum: Badhuis van de Hilversumsche Bad- en Zweminrichting, Badhuislaan 15
- 1912-1912 Hilversum: Villa Bergshof Bergweg 16 Vernieuwen van het perceel Oprichten van een verwarmingskelder
- 1912-1912 Hilversum: Villa Hooge Dreuvik Veranderen van het perceel en plaatsen van een serre aan het perceel
- 1912-1912 Hilversum: Villa 't Heem, Rossinilaan 9
- 1912-1912 Hilversum: Arbeiderswoningen:
  - Cameliastraat 1-7 en 22-28
  - Egelantierstraat 120
  - Ericastraat 49-85 en 56-90
  - Neuweg 249-251
- 1912-1913 Nijmegen: Villa De Beuken, Kerkstraat 5
- 1914-1915 Hilversum: Volkswoningbouw, Larenseweg 191-277 en Conradstraat 1-9 en 2-10 (samen C. de Groot Jzn.)
- 1915-1915 Hilversum: Volkswoningbouw, Egelantierstraat
- 1917-1917 Hilversum: Beethovenlaan 26 i.o.v. dhr. A.L. Grothe oprichten van een landhuisje oprichten van een schuurtje
- 1919-1919 Hilversum: Landhuis Het Zonnehuis Bussumergrintweg 5 Verbouwen van het perceel
- 1919-1919 Hilversum: Dubbele villa, Wernerlaan 41-43
- 1920-1920 Hilversum: Landhuis Het Zonnehuis  Bussumergrintweg 5 Aanbouwen van een overdekte veranda en een garage
- 1921-1921 Eindhoven: Koekoeklaan 17 [bron?]
- 1922-1922 Hilversum: Burgemeester Schooklaan 22 verbouwen van het perceel
- 1922-1922 Eindhoven: Parklaan 52
- 1925-1926 Bloemendaal: Koninginneduinweg 4 Villa Duindoorn
- 1925-1925 Hilversum: Borneolaan 13 verbouwen Huize Ardjoeno
- 1927-1927 Terschuur: Boerderij 't Weel, Tweelweg 1
- 1929-1929 Hilversum: Arubalaan 8 oprichten van een landhuis
- 1930-1930 Hilversum
- 1930-1931 Nijmegen: Kinderherstellingsoord Villandry, Bosweg 160
- 1931-1931 Hilversum: Villa, Laan van Vogelenzang 3
- 1931-1931 Hilversum: 55 woningen en 1 winkelhuis, Ziniastraat
- 1934-1934 Hilversum: Landhuis Het Zonnehuis E. Verschuijl en Zn. aan- en verbouwen landhuis tot een dubbel landhuis
- 1936-1936 Eindhoven: Villa, Parklaan 56a
- 1937-1937 Voorthuizen: Landhuis De Troffel, Tolnegenweg 40 en 40a
- 1943-1944 Putten: Verbouwing Villa "Jalna" en bouw stallen, Schoonderbeeklaan 41